# 盐丰蟹甲草
盐丰蟹甲草（学名：Parasenecio tenianus）是菊科蟹甲草属的植物，为中国的特有植物。分布在中国大陆的云南等地，多生长在杂木林下，目前尚未由人工引种栽培。

## 异名
- Cacalia teniana Hand.-Mazz.